# Macrochiridothea lilianae
Macrochiridothea lilianae är en kräftdjursart som beskrevs av Moreira 1972. Macrochiridothea lilianae ingår i släktet Macrochiridothea och familjen Chaetiliidae. Inga underarter finns listade i Catalogue of Life.